# بريان ريدمان
بريان ريدمان (بالإنجليزية: Brian Redman)‏ مواليد 9 مارس 1937، هو سائق فورملا 1 بريطاني بدأ مسيرته الاحترافية سنة 1968. كان أول سباق له هو جائزة جنوب أفريقيا الكبرى 1968. خاض خلال مسيرته 15 سباقاً.

## سباقات شارك فيها
- لو مان 24 ساعة
- بطولة العالم للسيارات الرياضية

## روابط خارجية
- بريان ريدمان على موقع Racing-Reference.info (الإنجليزية)
- بريان ريدمان على موقع DriverDB.com (الإنجليزية)